# Tweede Wittenburgerdwarsstraat 133

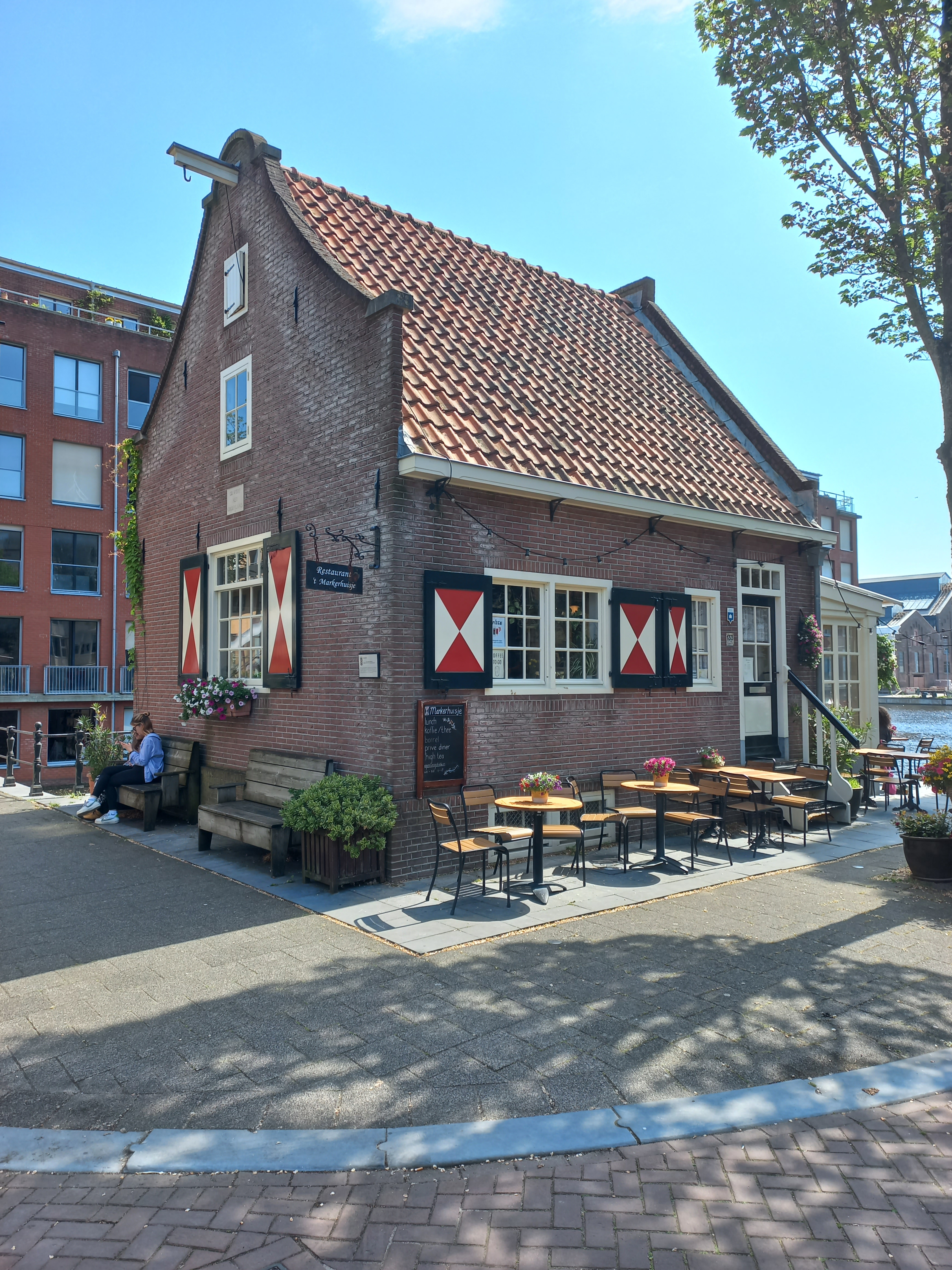
Markerhuisje met klokgevel, boven het venster de gevelsteen (mei 2024)

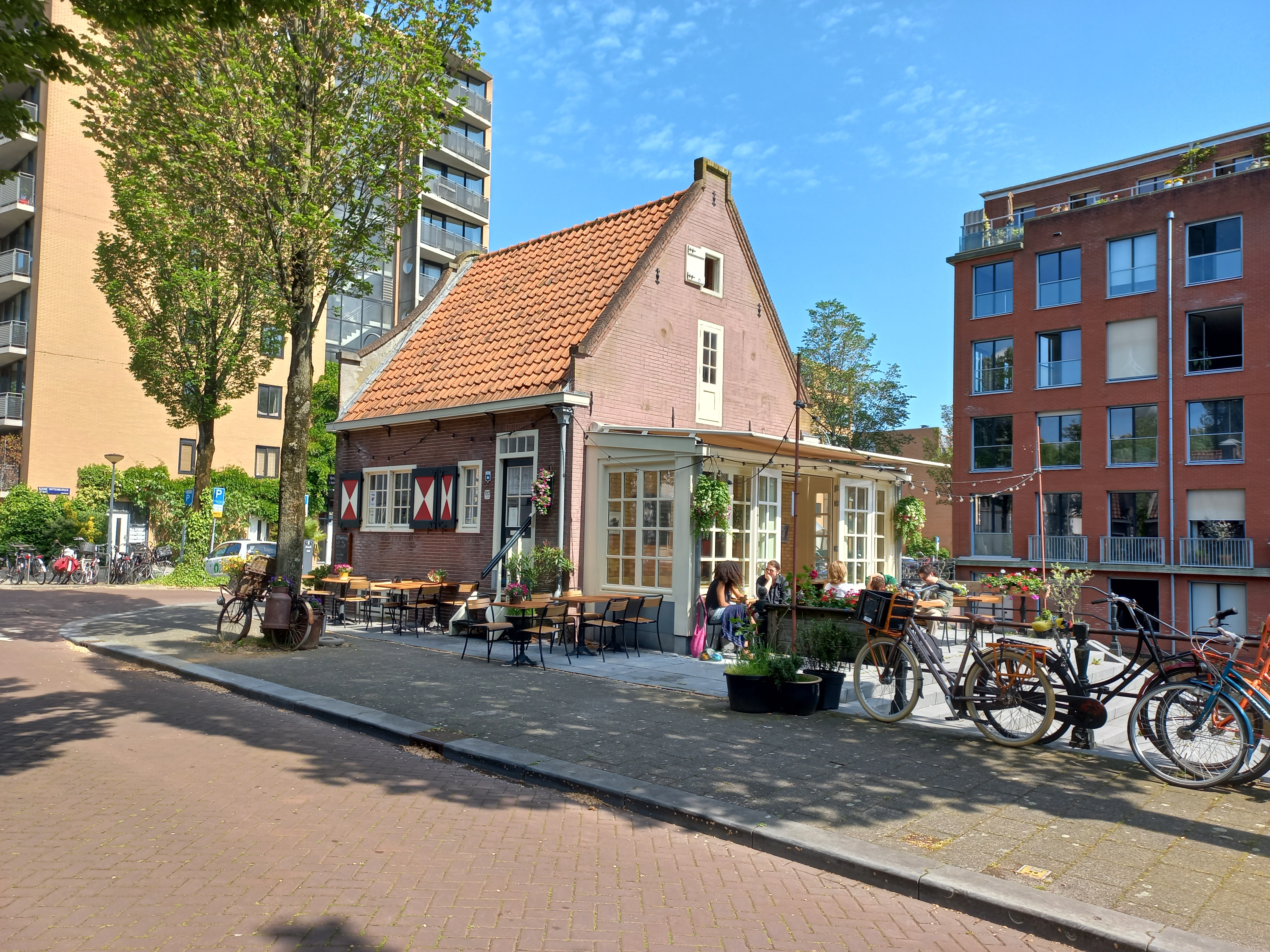
Markerhuisje met tuitgevel (mei 2024)

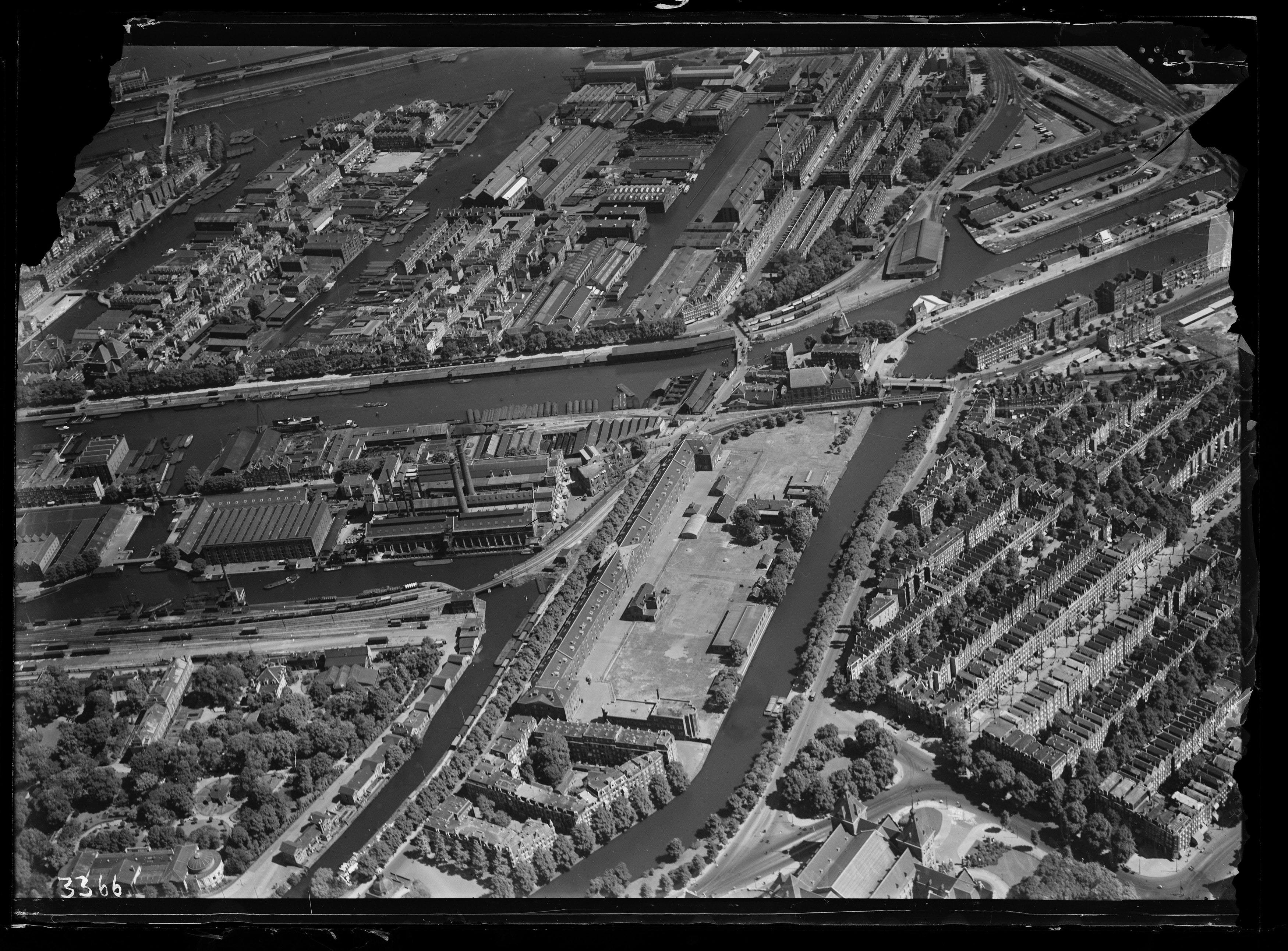
Kattenburg-Wittenburg-Oostenburg (links boven) tussen 1920 en 1940

Tweede Wittenburgerdwarsstraat 133 is een gebouw op Wittenburg, een van de Oostelijke Eilanden in Amsterdam-Centrum. Het staat bekend onder de naam Markerhuisje of Groenlandhuisje. 

## Inleiding
Die Oostelijke Eilanden (Kattenburg, Wittenburg en Oostenburg werden bijna geheel ingericht om de scheepvaart op en vanuit Amsterdam te ondersteunen. Er waren grote en kleine scheepswerven met toeleveranciers en afnemers gevestigd en opslagplaatsen. Op de tweede plek werden er woonhuizen voor al die arbeiders neergezet. Voor Wittenburg bleef die scheepsbouw tot in de jaren tachtig van de 20e eeuw hier gevestigd. Toen begon op dit eiland een grootscheepse sanering, die bijna alle loodsen en bedrijfsgebouwen hun bestaan kostten. Achter de Oosterkerk was er een groot slagveld waar op grote schaal gesloopt werd, gevolgd door grondsanering en vervolgens nieuwe woningbouw.

## Gebouw
Nog in de tijd van de scheepwerfjes had scheepsbouwer Gerrit Broerse op Wittenburg een perceeltje, dat de naam Scheepswerf Het Groenland droeg, vermoedelijk ooit vernoemd naar een groen perceeltje hier. In 1855 liet hij op dat perceel een huisje bouwen. Omdat zijn vrouw Geertje de Groot van Marken kwam, liet hij het bouwen in de plaatselijke stijl. Het leverde een wonderlijke constructie op. Het gebouwtje heeft aan een zijde een klokgevel en aan de andere zijde een tuitgevel; beide geveleinden werden geplaatst aan de zijgevels (het dak loopt evenwijdig aan de straat). Hoe klein het gebouwtje ook is, er woonde een familie met meer dan tien kinderen en op de verdieping onder het puntdak is nog een opslagruimte. Opvallend zijn de luiken met groene randen en een zandlopermotief in rood en wit. In 1930 vierde Het Groenland haar zeventigjarig bestaan; het was landelijk nieuws, van heinde en ver kwamen felicitaties binnen, waaronder van de veel grotere broer Nederlandsche Scheepsbouw Maatschappij. Ook burgemeester Willem de Vlugt feliciteerde het bedrijf. In 1955 vierde het bedrijf haar 100-jarig bestaan
In 1990 viel ook het doek voor de bijbehorende scheepswerf. Omdat niemand vooralsnog interesse had om hier op vervuilde grond te gaan investeren, laat staan bouwen bleef er minstens tot 1994 een scheepswerfje gevestigd (Beffers & Co). Er gingen jaren overheen met vergaderingen over verhuizing van het bedrijf; de gemeente wist geen plek om naar toe te verhuizen en het bedrijf wilde met die dreigende verhuizing niet investeren.

## Herbouw
Toen eenmaal de kogel door de kerk was vond men dat het gebouwtje de moeite waard was om te bewaren; het was toen al de enige overgebleven herinnering aan de scheepvaartbedrijfjes op Wittenburg; alle anderen waren vertrokken.
Toen de sanering van grond plaatsvond, werd het pandje afgebroken (2002) en het nodige houtwerk zoals dakspanten en balklagen opgeslagen om in 2005 weer opgetrokken onder begeleiding van Stadsherstel Amsterdam te worden. Door de gewijzigde infrastructuur kon het niet herbouwd worden op de oorspronkelijke plek en kwam het te staan bij een nieuw aangelegd binnenhaventje. Bij de herbouw werden zowel nog levende familieleden uit de familie Broerse als Beffers geraadpleegd.
Het gebouwtje was (zo was in 2005 de mening) uitermate geschikt voor een klein horecabedrijf.
In de jaren vlak na de herbouw werd er onderzoek gedaan of het gebouw dat een antieke uitstraling heeft in aanmerking kwam voor de status van gemeentelijk of rijksmonument. Die status kreeg het niet; de antieke uitstraling is deels fantasie. De gevels zijn niet van baksteen zoals het oog doet geloven, maar bestaat uit stucwerk in de vorm van baksteenmotief met voegnaden. Bovendien wordt de constructie gedragen door een betonnen (kelder)bak. Het gebouw werd voorzien van een plaquette met een korte geschiedenis en een gevelsteen “De werf Het Groenland”.